# Hermann Schöndorff
Hermann Schöndorff (* 7. Oktober 1868 in Westheim, Kreis Büren; † 23. Oktober 1936 in Zürich) war ein deutscher Unternehmer und Kommerzienrat. Schöndorff war gemeinsam mit seinem jüngeren Bruder Albert für die Kaufhäuser Althoff tätig, die 1963 in Karstadt übergingen.

## Leben
Schöndorff besuchte Schulen in seinem Geburtsort und Dortmund, anschließend begann er eine Ausbildung zum Metallformer. Gemeinsam mit seinem Bruder, der eine Ausbildung zum Einzelhandelskaufmann absolvierte, gründete er im September 1890 in Düsseldorf die auf Betten und Ladeneinrichtungen ausgerichtete Handelsgesellschaft „Gebrüder Schöndorff“. Das Unternehmen entwickelte sich äußerst positiv, stieg doch der Bedarf nach Einrichtungsgegenständen aufgrund der durch die Industrialisierung neu hervorgebrachten Konsumschichten. 1914 beschäftigten sie 1000 Mitarbeiter. Er wechselte nach Dülmen in die „Theodor Althoff KG“ und errichtete dort das größte Warenhaus in Westfalen.
In seiner Funktion im finanziellen Beirat des Unternehmens regte er die Erweiterung der Kaufhäuser in den mitteldeutschen Raum an, was während des Ersten Weltkriegs die Warenhauskette beinahe ruinierte. Stattdessen produzierten beide aus dem vielen Metall und Holz Waggons für die Bahn. Allerdings wurde die endgültige Baugenehmigung erst im letzten Kriegsjahr erteilt, weswegen keine gewinnbringende Produktion mehr zu Kriegszeiten möglich war. Erst die im Waffenstillstand von Compiègne vereinbarten Reparationsleistungen von unter anderem 150.000 Waggons erbrachte die nötige Nachfrage.
Als Vorstandsmitglied der Rudolph Karstadt AG wollte er 1920 die Althoff-Kaufhäuser integrieren. Er baute seine Macht innerhalb der Karstadt AG gegen die ehemaligen Vorstandsmitglieder aus und wurde während der Goldenen Zwanziger Generaldirektor. Das von ihm und Philipp Schaefer entworfene imposante und größte europäische Warenhaus am Berliner Hermannplatz wurde 1929 Teil der Kette. Nach amerikanischem Vorbild gründete er die Einheitspreis AG (EPA) für Artikel des täglichen Bedarfs. Die massive kreditfinanzierte Expansion der Karstadt-Warenhäuser nahm in der Weltwirtschaftskrise ein Ende und führte zum Ruin der Vorstandsmitglieder. Diese Expansion legte jedoch den Grundstein für das Wiederauferstehen der Karstadt-Gruppe nach dem Zweiten Weltkrieg, hatte diese doch Grundstücke in bester Innenstadtlage vorzuweisen.
Anschließend war Schöndorff für andere europäische Einheitspreisgesellschaften tätig. Er emigrierte nach der Machtergreifung der Nationalsozialisten im April 1933 in die Schweiz und erkrankte zwei Jahre darauf an Lymphdrüsenkrebs. Seine Berliner Villa in der Auguste-Viktoria-Straße dient heute der israelischen Botschaft.